# Per Arén
Per Gottfrid Arén, född 17 maj 1915 i Åmåls stadsförsamling i dåvarande Älvsborgs län, död 7 januari 2010 i Åmåls församling i Västra Götalands län, var en svensk läkare. 
Arén, som var son till pastor Gunnar Arén och Elin Blom, blev efter studentexamen i Uppsala 1935 medicine kandidat 1938 och medicine licentiat vid Uppsala universitet 1944, medicine doktor vid Lunds universitet 1958 på avhandlingen On legal abortion in Sweden och docent i obstetrik och gynekologi där samma år.
Arén var t.f. underläkare vid kirurgiska avdelningen på Karlskoga lasarett 1944, extra läkare vid kvinnokliniken och medicinska kliniken på Akademiska sjukhuset 1945–1947, amanuens där 1948–1949, underläkare och biträdande lasarettsläkare vid kirurgiska avdelningen på Karlskoga lasarett 1949–1953, förste underläkare vid kvinnokliniken på Akademiska sjukhuset 1953–1955, vid kvinnokliniken på Malmö allmänna sjukhus 1956–1958, biträdande överläkare där 1958 och överläkare vid kvinnokliniken på Eksjö lasarett från 1963.